# اکوناستوتا

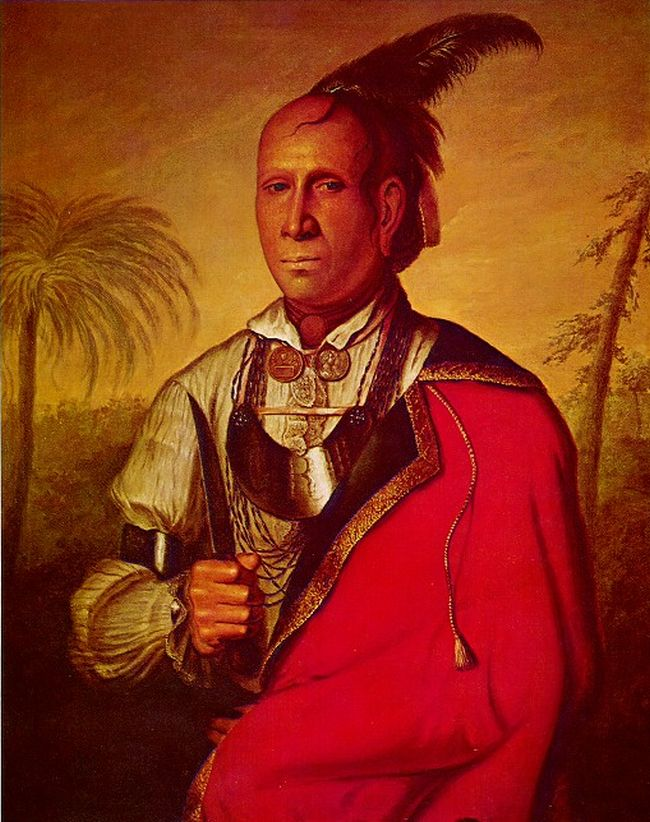
اکوناستوتا

اُکوناستوتا(زادهٔ پیرامون ۱۷۱۰- مرگ ۱۷۸۳) جنگجو و فرمانده سرخ‌پوستان چروکی از شهرک سرخ‌پوستی چوتا میان سال‌های ۱۷۷۵ تا ۱۷۸۱ میلادی بود. لقب او بوقلمون ایستاده بود.
زد و خوردهای او با نیروهای انقلابی آمریکا به ویرانی چوتا در ۱۷۸۰ میلادی انجامید. بقایای پیکر او در تنسی یافت‌شده است. 

## منبع
Wikipedia contributors, "Oconostota," Wikipedia, The Free Encyclopedia, http://en.wikipedia.org/w/index.php?title=Oconostota&oldid=278356208 (accessed March 19, 2009). 